# Náměstí Jana Kypty
Náměstí Jana Kypty se nachází v Telči v části Vnitřní Město v okrese Jihlava v kraji Vysočina.
Náměstí se rozkládá v těsné blízkosti telčského zámku a navazuje na náměstí Zachariáše z Hradce. Na náměstí stojí římskokatolický kostel svatého Jakuba Staršího.